# Староякуповська сільська рада
Старояку́повська сільська рада (рос. Староякуповский сельский совет) — сільське поселення у складі Матвієвського району Оренбурзької області Росії.
Адміністративний центр та єдиний населений пункт — село Староякупово.

## Населення
Населення — 367 осіб (2019; 447 в 2010, 520 у 2002).